# Mielcuch
Mielcuch – dawne określenie słodowni. Słowo wywodzi się z niemieckiego Malzhaus.